# Новогродзець (гміна)
Гміна Новогродзець (пол. Gmina Nowogrodziec) — місько-сільська гміна у південно-західній Польщі. Належить до Болеславецького повіту Нижньосілезького воєводства.
Станом на 31 грудня 2011 у гміні проживало 15287 осіб.

## Площа
Згідно з даними за 2007 рік площа гміни становила 176.26 км², у тому числі:
- орні землі: 63.00%
- ліси: 26.00%

Таким чином, площа гміни становить 13.52% площі повіту.

## Населення
Станом на 31 грудня 2011:
| Опис     | Загалом | Загалом | Чоловіки | Чоловіки | Жінки | Жінки |
| -------- | ------- | ------- | -------- | -------- | ----- | ----- |
| одиниця  | осіб    | %       | осіб     | %        | осіб  | %     |
| все      | 15287   | 100     | 7508     | 49.11    | 7779  | 50.89 |
| міське   | 4248    | 100     | 2052     | 48.31    | 2196  | 51.69 |
| сільське | 11039   | 100     | 5456     | 49.42    | 5583  | 50.58 |

## Сусідні гміни
Гміна Новогродзець межує з такими гмінами: Болеславець, Грифув-Шльонський, Любань, Львувек-Шльонський, Осечниця, Пенськ, Венглінець.